# Добрінеуць-Хапей
Добрінеуць-Хапей, Добрінеуці-Хапей (рум. Dobrinăuți-Hapăi) — село у повіті Ботошані в Румунії. Входить до складу комуни Вирфу-Кимпулуй.
Село розташоване на відстані 384 км на північ від Бухареста, 33 км на північний захід від Ботошань, 128 км на північний захід від Ясс.